# Kapelle St. Antonius von Padua (Augsburg-Haunstetten)

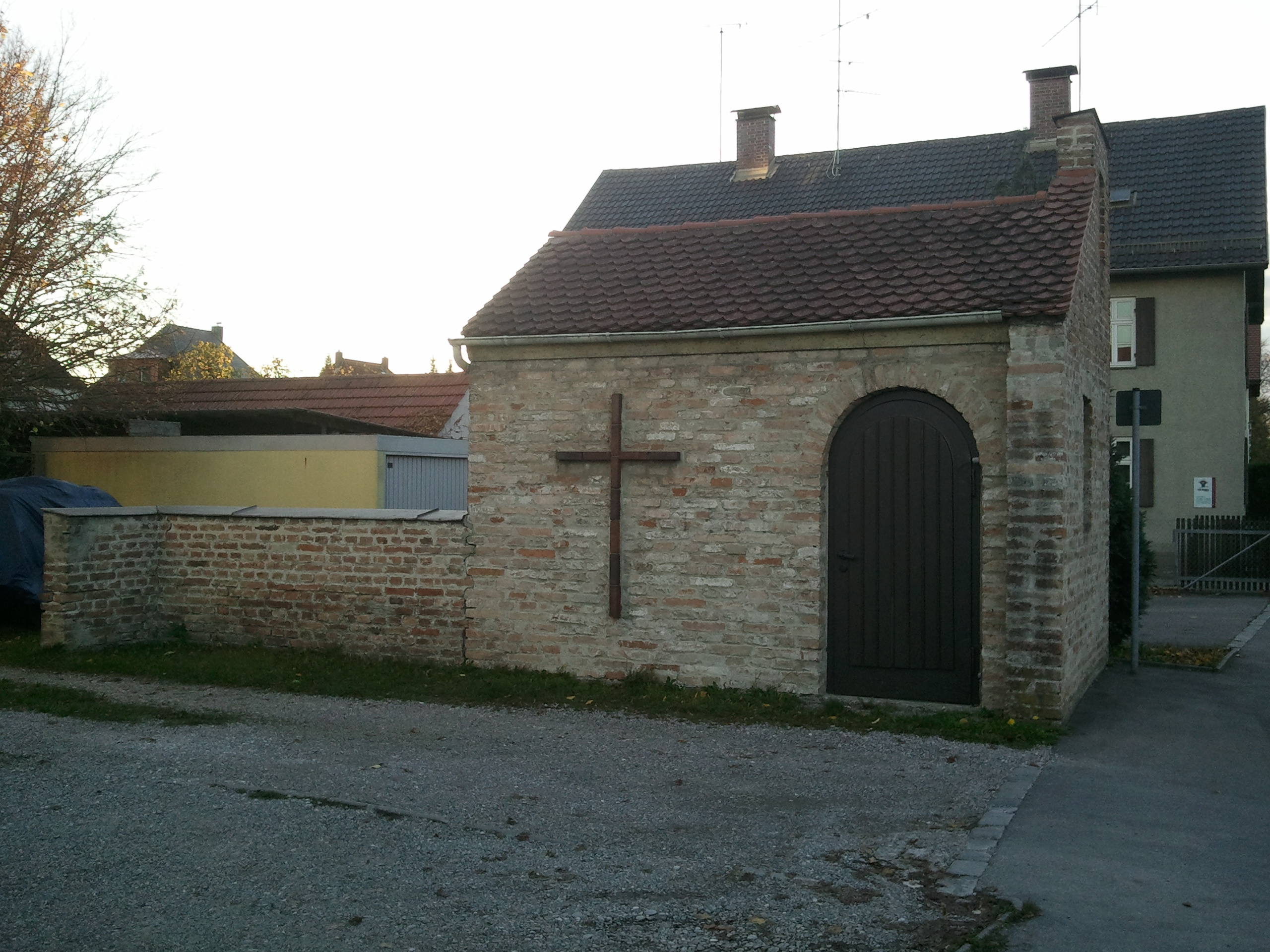
Seitenansicht der Kapelle

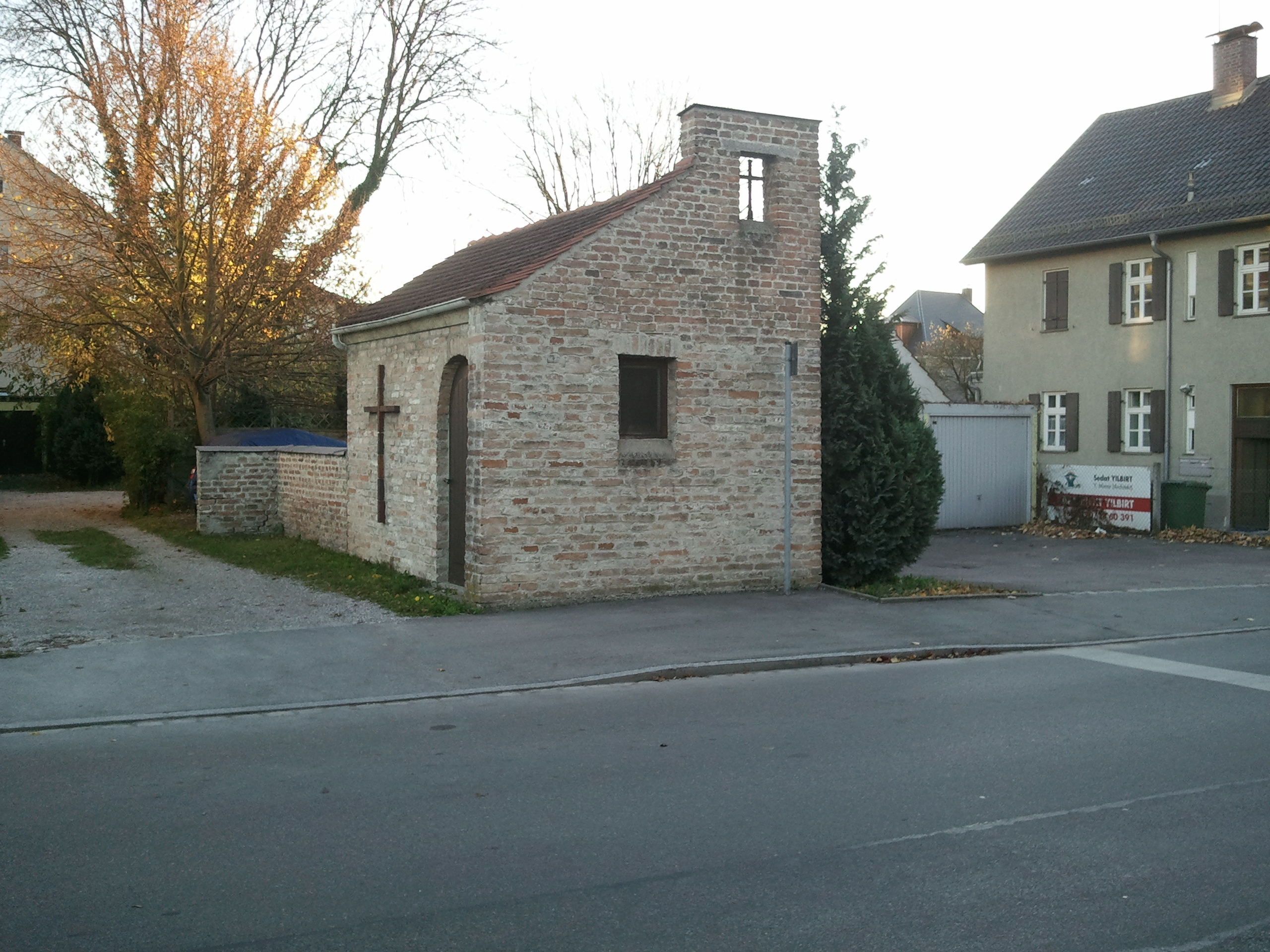
Straßenseitige Ansicht der Kapelle

Die Kapelle St. Antonius von Padua (Antoniuskapelle) ist eine Kapelle im Augsburger Stadtteil Haunstetten-Siebenbrunn. Sie ist dem heiligen Antonius von Padua (1195–1231) geweiht.

## Lage
Der Eingang der derzeitigen Kapelle liegt an der Kopernikusstraße (ehemals Gögginger Straße bzw. Ritter-von-Epp-Straße). Das Grundstück, auf dem die Kapelle steht, ist zur Haunstetter Straße gerichtet.

## Geschichte

### Erste Kapelle
Die Gründung und der Bau der ältesten Antoniuskapelle liegen wohl im 17./18. Jahrhundert. Pfarrer Franz Xaver Rid führte 1803 diese Kapelle in der Liste von Gebäuden auf, die er auf Anfrage des Rentamtes schreiben musste und gab als ihre Lage „außer dem Dorf“, aber auf Haunstetter Flur an. Sie habe einst, wie die Muttergotteskapelle und die Pfarrkirche, einen eigenen Fonds besessen, woraus bis zur Säkularisation ihr Unterhalt bestritten wurde.
Im 19. Jahrhundert wurde diese erste Kapelle (St. Antoni Capell), die nördlich  und außerhalb des damaligen Dorfes Haunstetten lag (vermutlich an der heutigen Marconistraße und am östlichen Ende des ehemaligen Antoniusgäßchen) abgerissen. Schon in einem Bericht von 1809 an das Königliche Rentamt in Göggingen heißt es, dass die Kapelle vor etlichen Jahren durch französische Truppen, „die an dem Dorf in großen Mengen lagerten, sehr beschädigt wurde und als baufällig anzusehen ist.“

### Zweite Kapelle
Eine zweite, östlich der heutigen Haunstetter Straße (ehemalige Augsburger Straße) auf Privatgrund errichtete Kapelle (angeblich im neuromanischen Stil) geht einer ungesicherten Überlieferung nach auf ein Gelübde von Haunstetter Bauern im 19. Jahrhundert zurück, die den Bau gelobten, wenn sie ihre Ernte noch vor einem aufziehenden verheerenden Unwetter einbringen könnten.
In dieser Kapelle waren bereits die Figuren, die Bartholomäus Eberl zugeschrieben werden, vorhanden. Der Innenraum wurde Ende der 1920er, Anfang der 1930er Jahre von Albert Burkart vollständig ausgemalt.
Neben der Kapelle stand später das Wohn- und Geschäftshaus des Hutmachers Sigmund. Dieses Geschäftshaus samt Kapelle musste aber um 1953 Bauarbeiten zur Verbreiterung der Augsburger Straße (wegen Vierspurigkeit und Straßenbahnausbau) weichen. Pläne dazu hatte es bereits während der Zeit des Nationalsozialismus gegeben.

### Dritte Kapelle
Die dritte Kapelle entstand 1953, erbaut durch Josef Sigmund auf seinem Privatgrund. Sie steht nun ca. 150 Meter weiter westlich neben dem ebenfalls neu erbauten Wohn- und Geschäftshaus. Gebaut wurde sie aus den Steinen des abgerissenen Sigmund-Hauses durch das Baugeschäft Höltl. Der frühere zweite Bürgermeister Rudolf Ripperger stiftete für die Kapelle das massive eiserne Gitter.

### Religiöses Leben
Betreut wird die jetzige Privatkapelle von Familie Pautz aus Haunstetten. Einst betete man während der Antoniusoktav die ganze Woche hindurch täglich drei Rosenkränze. Jeden Dienstag (Antonius-Dienstag, der heilige Antonius war an einem Dienstag bestattet worden) wurde ebenfalls der Rosenkranz gebetet. Wegen Vandalismus ist seit einigen Jahren die Kapelle verschlossen. So erlosch auch das religiöse Leben darin.

## Innenraum
Die hölzerne Standfigur des hl. Antonius von Padua, die Büsten des heiligen Franz von Sales (1567–1622) und des heiligen Petrus von Alcantara (1499–1592) entstanden wohl in der ersten Hälfte des 18. Jahrhunderts und stammen noch aus der ersten Kapelle. Sehr selten wird – wie hier – der heilige Antonius dargestellt, dass er ein Buch in der Hand hält und auf diesem Buch das Jesuskind steht. (Bild des geschriebenen und des Fleisch gewordenen Wort Gottes) Die Figuren werden dem Friedberger Bildhauer Bartholomäus Eberl zugeschrieben. Eberl war damals im schwäbisch-bayerischen  Raum ein bekannter Holzschnitzer. So schuf er wohl 1711 am Altar in der Friedberger Wallfahrtskirche Maria Alber die Engelsfiguren an den Giebeln. 1695 schnitzte Bartholomäus Eberl aus Friedberg vermutlich Jakob den Älteren als Tragefigur der Empore in der Wallfahrtskirche St. Jakob in Biberbach im Landkreis Augsburg.